# Alcea excubita
Alcea excubita är en malvaväxtart som beskrevs av Modest Mikhaĭlovich Iljin. Alcea excubita ingår i släktet stockrosor, och familjen malvaväxter. Inga underarter finns listade i Catalogue of Life.